# Pericoma trifasciata
Pericoma trifasciata är en tvåvingeart som först beskrevs av Johann Wilhelm Meigen 1818.  Pericoma trifasciata ingår i släktet Pericoma och familjen fjärilsmyggor. Inga underarter finns listade i Catalogue of Life.